# خوان کارلوس گونزالس
خوان کارلوس گونزالس (اسپانیایی: Juan Carlos González‎; ۲۲ اوت ۱۹۲۴ – ۱۵ فوریهٔ ۲۰۱۰) بازیکن فوتبال اهل اروگوئه بود.
از باشگاه‌هایی که در آن بازی کرده‌است می‌توان به باشگاه فوتبال پنیارول اشاره کرد. وی به‌همراه تیم ملی فوتبال اروگوئه  به قهرمانی جام جهانی فوتبال ۱۹۵۰ دست پیدا کرده‌است.